# Bursatella leachii
Bursatella leachii är en snäckart som beskrevs av de Blainville 1817. Bursatella leachii ingår i släktet Bursatella och familjen Notarchidae.

## Underarter
Arten delas in i följande underarter:
- B. l. pleii
- B. l. leachi

## Bildgalleri

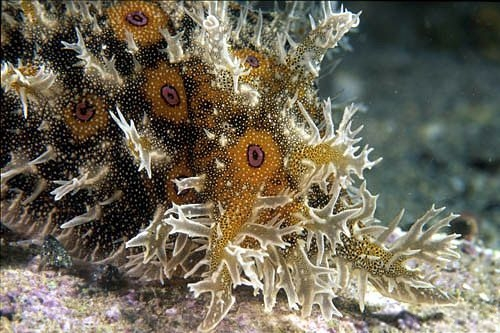